# Фантазам (филм из 1979)
Фантазам (енгл. Phantasm) је амерички хорор филм из 1979. режисера Дона Коскарелија, са Мајклом Балдуином, Билом Торнберијем, Реџијем Банистером, Кети Лестер и Ангусом Скримом у главним улогама. Први је у серијалу од 5 филмова, следи га Фантазам 2, снимљен 9 година, након првог филма, а
2016. је снимљен за сада последњи наставак под називом Фантазам 5: Уништитељ.
И поред тога што је снимљен скромним финансијским средствима, а главне улоге су тумачили или аматери или до тада непознати глумци, филм је постао један од хорор класика и створио једног од најпознатијих зликоваца из хорор филмова, Високог човека, кога тумачи Ангус Скрим у свих 5 филмова.

## Радња
Мајк Пирсон је дечак који живи са својим старијим братом, Џодијем. Када једном приликом посматра сахрану њиховог доброг пријатеља, угледа да, када су се сви разишли, један Високи човек (гробар) сам, без икаквих проблема, подиже веома тежак мртвачки ковчег и убацује га у кола. Мајк ни не слути у шта се упетљао и да ће Високи човек ускоро напасти и њега и његовог брата и њихове пријатеље...

## Улоге
| Глумац          | Улога           |
| --------------- | --------------- |
| Ангус Скрим     | Високи човек    |
| Мајкл Балдуин   | Мајк Писрон     |
| Бил Торнбури    | Џоди Пирсон     |
| Реџи Банистер   | Реџи            |
| Кети Лестер     | дама с лавандом |
| Бил Кон         | Томи            |
| Мери Елен Шау   | Гатара          |
| Тери Калбус     | Гатарина унука  |
| Лин Истмен Роси | Сали            |
| Сузан Харпер    | девојка         |
| Кенет Џоунс     | чувар           |